# Instabilità psicomotoria
L'instabilità psicomotoria (o sindrome ipercinetica) è un disturbo motorio in ambito neuropsichiatrico in cui generalmente dei bambini manifestano una grande attività motoria, ma la esercitano in modo disarmonico.

## I sintomi
Per i bambini dai tre ai sette anni, l’instabilità psicomotoria è uno dei più frequenti motivi di consultazione in neuropsichiatria infantile.
Le pressanti richieste di visita sono effettuate dai genitori e dagli insegnanti “sfiniti e distrutti” dai comportamenti del bambino.
I bambini instabili si riconoscono facilmente:
- si muovono continuamente nella loro casa come nella classe;
- non riescono a stare seduti per un tempo prolungato e, se sono costretti dagli insegnanti e dai genitori a rimanere fermi, si agitano continuamente sulla sedia;
- hanno notevole difficoltà a stare fermi in un'altra determinata posizione, se non per un tempo molto breve (impersistenza motoria);
- tuttavia se questi stessi bambini si trovano a correre e giocare liberamente in uno spazio molto ampio, si muovono allo stesso modo degli altri coetanei;
- poiché usano in maniera maldestra e poco attenta gli oggetti, con facilità li rompono;
- a casa danno continuamente fastidio ai fratelli e ai genitori, a scuola disturbano i compagni. Per tali motivi i bambini instabili sono frequentemente redarguiti e puniti sia dai genitori sia dagli insegnanti, i quali notano che le loro buone capacità intellettive sono mal sfruttate nell’apprendere le materie curriculari;
- durante i giochi hanno notevole difficoltà a rispettare le regole e i turni. Pertanto sono malvisti dai compagni i quali preferiscono giocare con coetanei più tranquilli e rispettosi dei bisogni altrui;
- I soggetti con instabilità psicomotoria durante l’età giovanile spesso si mettono nei guai per il loro comportamenti poco consoni al vivere civile, per cui sono arrestati più degli altri, più degli altri sono costretti a cambiare lavoro;
- quando da adulti riescono a instaurare dei legami sentimentali questi legami risultano molto fragili e insicuri.[2]

## I falsi instabili
Accanto alla vera instabilità è presente ed è molto diffusa la falsa instabilità psicomotoria. Non dovrebbero essere considerati instabili:
- i bambini naturalmente vivaci.[3]
- non sono instabili i bambini con disabilità intellettiva i quali hanno un comportamento motorio adeguato al loro sviluppo psicofisico;
- non sono instabili i bambini costretti a stare seduti per ore in un banco senza la possibilità di godere di adeguati momenti di ricreazione atti a scaricare la loro tensione fisica e psichica con giochi all’aria aperta.;
- non sono instabili i bambini poco avvezzi da parte dei genitori ad accettare alcuna restrizione o regola.;
- non sono instabili i bambini vittime di un insegnamento noioso e pedante.

La vera instabilità è spesso associata ai disturbi dell’attenzione, a scarse capacità di autocontrollo e ai disturbi del comportamento. Questi ultimi sintomi nascono a causa dei continui limiti e frustrazioni che questi bambini sono costretti a subire sia dagli adulti sia dai coetanei in quanto si sentono monelli irrecuperabili e questa considerazione se da una parte li fa molto soffrire, per cui provoca una diminuzione della loro autostima, dall’altra alimenta in loro la reattività e l’aggressività. Solo occasionalmente e inizialmente, sono valorizzati dai compagni in quanto “eroi” capaci di provocare il caos nella classe.

## Le cause

### Cause organiche
Come causa dell’instabilità psicomotoria è stata ipotizzata la presenza di una disfunzione cerebrale minima o una ipofunzionalità del sistema dopaminergico. 

### Cause ambientali
Sono prevalenti le cause ambientali legate a stress o traumi psichici. 
Spesso è presente un periodo di instabilità:
- dopo un intervento chirurgico;
- quando sono presenti problematiche nell’ambiente familiare: genitori poco presenti, separati o divorziati, o in perenne conflitto;
- il bambino può soffrire per la presenza di genitori troppo assenti, svalutanti, poco tolleranti o con atteggiamenti educativi poco consoni allo sviluppo di un minore;
- quando vi è un uso eccessivo o peggio una dipendenza dagli strumenti elettronici;
- quando nell'ambiente scolastico  il numero eccessivo di ore di lezione non è adeguatamente intervallato da momenti di gioco libero;
- quando viene utilizzato a casa per lo studio e i compiti un tempo eccessivo, mentre il tempo dedicato ai giochi liberi con altri coetanei è notevolmente ridotto o del tutto assente;
- quando il bambino è costretto a relazionarsi con genitori e insegnanti in preda all’ansia e allo stress;
- quando la vivacità congenita del bambino non è accettata o non è ben gestita da parte degli insegnanti e dei genitori;
- un'altra causa della instabilità è da ricercarsi nell’organizzazione della vita cittadina che trascura e sottovaluta i bisogni di spazi adatti ai bambini ma anche le necessità di gioco che sono indispensabile allo sviluppo del bambino. [4]

## Interventi
Per quanto riguarda gli interventi sul bambino, in alcune nazioni, come negli Stati Uniti d’America, è diffuso l’uso di psicostimolanti nonostante sia stato provato che questi farmaci migliorano solo momentaneamente i sintomi in quanto non agiscono sulle cause che li determinano. 
È invece sicuramente utile:
- ridurre drasticamente l’uso degli strumenti elettronici ad un massimo di un’ora giornaliera;
- aumentare e migliorare il dialogo, lo scambio e il gioco tra i genitori e il figlio che presenta questa patologia;
- aumentare e favorire il gioco con il gruppo dei pari;
- fissare e delimitare il tempo da dedicare allo studio che non dovrebbe superare le due - tre ore giornaliere, da alternare con il riposo e il gioco;
- se nella famiglia sono presenti conflitti o disfunzioni è sicuramente importante effettuare una terapia di coppia o familiare;
- poiché questi bambini si tranquillizzano maggiormente quando le loro iniziative non sono continuamente bloccate o limitate è molto utile che gli adulti permettano loro di effettuare tutti i giochi che preferiscono (tranne quelli sicuramente rischiosi per sé o gli altri), partecipando attivamente e con gioia a questi stessi giochi (Gioco libero autogestito).;
- nell’ambito scolastico è sicuramente utile diminuire il tempo trascorso dal bambino nella classe, aumentando nel contempo il tempo dedicato alle attività libere e alla ricreazione;
- sono molto utili inoltre le attività sportive e motorie (danza ritmica, psicomotricità;
- in alcuni casi è necessaria una psicoterapia individuale per affrontare i conflitti presenti nel bambino.[5]